# Is Shakespeare dead?

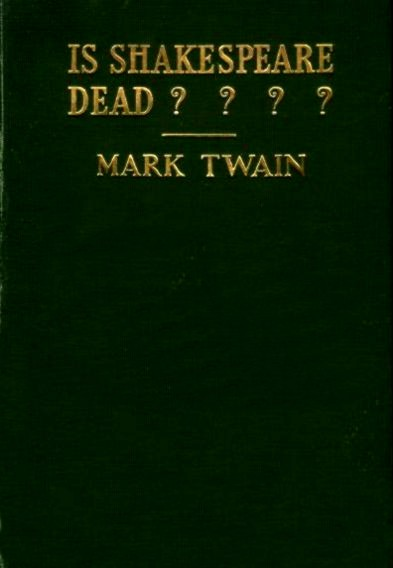
Buchdeckel der US-amerikanischen Erstausgabe des letzten Buches von Mark Twain aus dem Jahr 1909

Is Shakespeare Dead? (Ist Shakespeare tot?), Untertitel: From My Autobiography, ist ein kurzes, halb-autobiographisches und das letzte Buch von Mark Twain. Es untersucht die Urheberschaftsdebatte des literarischen Werkes von William Shakespeare mittels Satire, Anekdote und ausgiebiger Zitierung zeitgenössischer Autoren. Die Original-Publikation umfasste knapp 150 Seiten und wurde etwa ein Jahr vor Mark Twains Tod veröffentlicht.

## Zusammenfassung
In dem Buch kommt Twain zu der Auffassung, dass William Shakespeare aus Stratford nicht der Autor des Werkekanons gewesen sein könne. Einen Großteil seines Wissens bezog er damals aus dem Buch George Greenwoods, den er unzureichend zitierte. Twains Buch drückt die Überzeugung aus, wie schnell Wissenschaftler den naiven Glauben an Zusicherungen von Autoren entwickeln, und unterstützt die Vermutung der Theorie über Francis Bacon. Das Buch beginnt mit einer Szene seiner frühen Kindheit, als er von einem Älteren zum Dampfschifflotsen ausgebildet wurde, mit dem er häufig über diese Kontroverse diskutierte.
Twains Argumente basieren unter anderem auf den folgenden Punkten:
- Es gebe kaum Informationen und Quellen über Shakespeares Leben, sodass die große Zahl an Biographien nur auf Vermutungen und Annahmen beruhten.
- Es gebe eine herausragende Zahl englischer Anwälte und Richter, die in Shakespeares Stücken sehr präzise „juristische“ bzw. „gesetzliche“ Vorgänge bemerkt haben, die nur von einem Autor stammen könnten, der über professionelles und ausgedehntes Rechtswissen verfügt habe. Dies stehe im Gegensatz zu William Shakespeare, für den nie eine „juristische“ Position oder ein „juristisches“ Amt bekannt geworden seien und der nur in seinem späten Leben in belanglose Gerichtsverfahren involviert war.
- Dass kleine Orte gewöhnlich berühmte Bürger ihrer Stadt über viele Generationen vergötterten und feierten und dies für Shakespeare nicht der Fall gewesen sei. Er beschrieb seinen eigenen Ruhm in Hannibal als solch einen typischen Fall.

Twain zog Parallelen und Analogien zu dem Anspruch und den Anmaßungen moderner religiöser Persönlichkeiten und Exegeten der Natur des Teufels. Er verglich die Gläubigen des Stratford-Mannes mit Anhängern von Ersatzpropheten wie Mary Baker Eddy und richtete heftige Attacken gegen ihren kollektiven Charakter, indem sie dasselbe in ihrer Verdammung der Baconianer täten. Auch wenn diese Polemik wohl nicht ernst gemeint war, war der Ton nicht leidenschaftslos.